# Werner Wolmers
Werner Wolmers (* Hamburg; † 1473 in Bützow) war bischöflicher Sekretär und von 1458 bis 1473 Bischof von Schwerin. Er nahm in der Bischofsreihe der Schweriner Ordinarien den 27. Platz ein.

## Leben
Werner Wolmers, etwa zwischen 1400 und 1410 in Hamburg geboren, hatte sich am 12. Mai 1424 als Wernerus Woltmerus an der Universität Rostock immatrikuliert. 1427 erlangte er den akademischen Grad eines Baccalaureus artium. 1446 und 1448 ist er als bischöflicher Sekretär von Nicolaus Böddeker und Notar bezeugt. 1446 konfirmierte Nicolaus Böddeker eine Vikarie in der St.-Jürgen-Kapelle vor Bützow in Anwesenheit von Magister Werner Wolmers urtiusque iuris Baccalaureus Secretarius Episcopi. Seit 1448 hatte Wolmers ein Kanonikat mit Präbende am Domkapitel Schwerin inne und übte bis 1455 das Amt des Thesaurars aus.
Aktivitäten entfaltete er auch in anderen Bistümern. So war Werner Wolmers 1447 providiert mit einem Vikariat an St. Marien in Parchim und besaß Rechte an Vikariaten in St. Nikolai Hamburg, Werden (Wörden) in Dithmarschen sowie in Halberstadt, Zerbst und am St.-Ursula-Altar der St. Johannis-Kirche von Lüneburg. Zusätzlich war er durch päpstliche Verleihung Kanonikus und Dekan des Bardowicker Stiftes. Von 1455 bis 1458 war er noch Propst des Schweriner Domkapitels und Domherr des Lübecker Kapitels. Zeitweise war Wolmers auch Vikar am St.-Jacobusminor-Altar der St. Katharinen- und St.-Marien-Kirche von Hamburg, eine durchaus übliche Ämterhäufung im Mittelalter.
Nach dem Tod seines Vorgängers Bischof Gottfried II. Lange am 8. Juli 1458 wurde Werner Wolmers am 1. Dezember 1458 für das Bischofsamt bestimmt, erhielt am Folgetag die Fakultäten und beglich bis zum 23. Dezember 1458 dafür 921 Gulden Gebühren an die päpstlichen Behörden. Als Bischof war er am 10. Juli 1459 registriert. Zu den allgemeinen Aufgaben des Bischofs von Schwerin gehörte die geistliche und administrative Leitung des Bistums und die landesherrliche Verwaltung des Stiftslandes um Bützow und Warin. Zudem war der jeweilige Bischof noch Kanzler der 1419 gegründeten Universität Rostock. Zu seinen Bischofsfunktionen gehörten neben Priesterweihen auch die Weihen neuerrichteter Altäre, Kapellen und Kirchen sowie die Unterstützung von Bauvorhaben durch Gewährung von Ablässen. 1461 verfügte Bischof Werner über die Verwaltung von Vikariengut an St. Nikolai Rostock und genehmigte 1463 die Vikarienstiftung in den Rostocker Kirchen St. Petri am Marienaltar zur Unterstützung des Theologischen Lehrstuhls an der Universität und St. Marien am Drei-Königs-Altar. 1463 begann Bischof Werner mit dem Bau des Nordflügels der Schweriner Kathedralkirche und stiftete 1470 eine Marien-Glocke.
1464 gestattete er eine neufundierte Vikarie in der Kirchoff-Kapelle von St. Marien Rostock. Unterstützung und Ablässe gewährte er 1467 zum Bau des Glockenturmes von St. Jakobi in Rostock in Verbindung mit der Türkensteuer. Zum 26. Oktober 1472 bewilligte er mit seinem Lübecker Dominikaner, dem Weihbischof Michael von Rentelen OP, einen 40-tägigen Ablass zugunsten der St. Marienkirche in Rostock für die Vollendung des Kupferdaches und der neuen Uhr. 1469 genehmigt Bischof Werner den Ämtertausch von zwei Geistlichen aus Waren und Plau, belehnt Conrad Escherde mit einer Vikarie in Rühn. weil itzo kein Propst da ist und bestätigt den Vikar Petrus Werner für die Kapelle St. Gertruden bei Plau.
Vor seiner Bischofserhebung half Werner Wolmers 1458 noch als Lübecker Domherr bei der Kriegsschuldenbegleichung der Stadt Lüneburg. Der Lübecker Bischof Arnold Westphal vermittelte weiter gemeinsam mit König Christian I. von Dänemark und dem Schweriner Bischof Werner Wolmers 1462 in Reinfeld den Frieden im Lüneburger Prälatenkrieg um die Salzrechte in der Hansestadt Lüneburg.
Die Zeit des Wirkens von Bischof Werner fällt in die Regierungszeit des Herzogs Heinrich IV., des Dicken. Persönliche Schuldbriefe des Herzogs mit Abtretung sowie Verpfändung von Einkünften existieren aus der gesamten Amtszeit Bischofs Werner.
Während seines ziemlich langen Pontifikats wurde besonders auf die kirchenrechtliche Durchsetzung der Synodalbeschlüsse Bischofs Nicolaus Böddeker geachtet, die Werner Wolmers noch als Sekretär miterarbeitet hatte. Er habe zur Zufriedenheit des Kapitels regiert und sei sehr wirtlich gewesen. Er sei ein fleißiger und unverdrossener Mann und zu Rom am päpstlichen Hofe eine lange Zeit gewesen. Als Bischof hatte er sich aktiv für die Überwindung von Missständen in den Kirchen und Klöstern eingesetzt. 1465 mahnte er ausstehende Zahlungen des Rates von Wismar für das Brigittenkloster in Stralsund unter Prozessandrohung an. 1469 ermächtigte Bischof Werner des Abt von Doberan gegen widerspenstige Zehntenschuldner in seinen Klosterdörfern mit Kirchenstrafen vorzugehen. 1470 bedankte er sich beim Rat von Wismar für einen Vergleich der Schwestern vom gemeinsamen Leben in Bethlehem vor Bützow über die Auszahlung von 30 Wismarer Pfennigen aus einem Vermächtnis des Magisters Nicolaus Lange. Aus der Amtszeit des Bischofs sind auch Gerichtsmaßnahmen gegen Kleriker, Angehörige des geistigen Standes, überliefert. Darüber berichtete der Rostocker Universitätsrektor und Rechtsgelehrte Dr. Petrus Boye in seinem Collektaneenbuch. 1461 wurden die Kleriker und Studenten der Universität Rostock, Wilhad Friis von Arlscher und Peter Swarte von Arhus vom Offizial Hermann Becker wegen nächtlicher Aufruhr, Demolierung im Hause der Witwe Kyndes und Schießen mit Pfeilen zur Sühne verurteilt. 1462 gab es einen Prozess gegen den Kleriker und Studenten Bernhard de Friesia von der Universität Rostock wegen mörderischen Angriffs und Verwundung. Im gleichen Jahr lief gegen den Kleriker Heinrich Hellmann wegen Einbruch und Diebstahls im Kloster der grauen Mönche zu Schwerin ein Prozess, der mit der Leistung der Urfehde endete.
Urkundlich belegt, setzte Bischof Werner in seinem Sprengel bis zum Schluss seiner Amtszeit ohne Ansehen der Person das Kirchenrecht durch.
Bemerkenswert ist auch Bischof Werners weitschauende Einstellung gegenüber dem Reformorden für seine Diözese gewesen. Bekannt sind seine direkte Unterstützung für die Ordensreform der Dominikaner in Wismar 1468/69 mit Unterstützung seines Weihbischofs Michael de Rentelen OP. Bei einer weiteren Reformbewegung, die der Semireligiosen, hatte Bischof Werner große Verdienste um die Gründung der beiden Klöster der Brüder und Schwestern vom gemeinsamen Leben in Rostock und in Bützow. Die Brüder vom gemeinsamen Leben waren seit 1462 in Rostock und 1466 wurde ihre Niederlassung dem Orden inkorporiert. Das Schwesternhaus Kloster Betlehem vor Bützow, 1468 gestiftet, erhielt am 23. August 1469 von Bischof Werner die Statuten zugewiesen. Er verhalf den Schwestern zudem mehrfach zu ihrem Recht. Damit gehörte Werner Wolmers mit seiner bürgerlicher Herkunft zu den reformfreudigen Bischöfen seiner Zeit.
Bischof Werner starb im 15. Jahr seiner Regierung etwa um Michaelis 1473 in der Bischofsburg zu Bützow. Der Todestag steht nicht genau fest. Seine letzte Urkunde siegelte er am 9. Oktober 1473 und eine Prozessakte ist auf den 30. Dezember 1473 datiert. Er wurde in der Bützower Stiftskirche bestattet. Die noch Ende des 16. Jahrhunderts vorhandene bischöfliche Grabplatte soll folgende Inschrift gehabt haben: Im Jahr des Herrn M.CCCC.L.XX.III. (1473) ist gestorben der Ehrwürdige Vater und Herr, Wernerus Wolmers von Hamburg, der 25te Bischoff zu Schwerin. Bittet für ihn.

## Siegel
Ein rundes Siegel des Bischofs Werner Wolmers, ein 35 Millimeter großes Schlüsselsiegel mit einer Bildplatte ist im Archiv der Hansestadt Wismar erhalten geblieben. Unter einem Baldachin steht ein Heiliger im Priestergewand, vermutlich der Evangelist Johannes mit Heiligenschein und der Schlange im Kelch. Zu seinen Füßen ein rechtsgelehnter Schild mit dem Familienwappen, welcher ein Querband mit drei Kleeblättern zeigt und mit dem Bischofsstab zum Andreaskreuz gewinkelt ist.
Die Umschrift lautet: S WERNERI EPI ECCLIE SWERINENS.

## Quelle

### Gedruckte Quellen
- Mecklenburgische Jahrbücher (MJB)